# Bykle
Bykle est une kommune de Norvège. Elle est située dans le Agder.